# Hijene
Hijene (znanstveno ime Hyaenidae) so družina zveri, v katero uvrščamo štiri vrste, živeče v savanah in stepah Afrike ter jugozahodne Azije. Od tega tri vrste – lisasto, rjavo in progasto hijeno obravnavamo kot prave hijene (poddružina Hyaeninae), pižmova hijena pa ima številne samosvoje značilnosti, zato jo nekateri avtorji uvrščajo kar v samostojno družino, vendar ta delitev ni splošno sprejeta.
Predstavniki so najbolj znani po mrhovinarskem načinu prehranjevanja, pri čemer pa največja lisasta hijena pogosto tudi lovi svoj plen, medtem ko je pižmova hijena pretežno žužkojeda, specializirana na prehranjevanje s termiti. Prave hijene so velike zveri, po telesni zgradbi nekoliko podobne psom, četudi so najbolj sorodne cibetovkam. Zanje je značilen močan prsni del in masivna lobanja z razmeroma kratkimi, a močnimi čeljustmi. Z njimi lahko drobijo kosti in praktično v celoti požrejo vse dele velikih kopitarjev, česar ne zmore nobena druga zver. Pižmova hijena je po drugi strani drobna in gracilna žival z močno reduciranim zobovjem.
Hijene so znane tudi po zapletenem socialnem vedenju, ki vključuje raznoliko oglašanje in markiranje teritorija z izločki zadnjičnih vrečk, ter agresivnosti, saj so predvsem lisaste hijene v skupini sposobne pregnati precej večje zveri od plena in si ga prilastiti. Zaradi svoje opaznosti imajo vidno mesto v folklori ljudstev, v bližini katerih živijo. Ljudje do njih po navadi čutijo strah in prezir ter jih povezujejo s čarovništvom.
Sorodstvo zdaj živečih vrst hijen po molekularni analizi:
|  | Crocuta crocuta (lisasta hijena)                                                                  |
|  |                                                                                                   |
|  | \| \| Hyaena brunnea (rjava hijena) \| \| \| \| \| \| Hyaena hyaena (progasta hijena) \| \| \| \| |
|  |                                                                                                   |
|  | Hyaena brunnea (rjava hijena)                                                                     |
|  |                                                                                                   |
|  | Hyaena hyaena (progasta hijena)                                                                   |
|  |                                                                                                   |

|  | Hyaena brunnea (rjava hijena)   |
|  |                                 |
|  | Hyaena hyaena (progasta hijena) |
|  |                                 |

|  | Crocuta crocuta (lisasta hijena)                                                                  |
|  |                                                                                                   |
|  | \| \| Hyaena brunnea (rjava hijena) \| \| \| \| \| \| Hyaena hyaena (progasta hijena) \| \| \| \| |
|  |                                                                                                   |
|  | Hyaena brunnea (rjava hijena)                                                                     |
|  |                                                                                                   |
|  | Hyaena hyaena (progasta hijena)                                                                   |
|  |                                                                                                   |

|  | Hyaena brunnea (rjava hijena)   |
|  |                                 |
|  | Hyaena hyaena (progasta hijena) |
|  |                                 |

## Telesne značilnosti
Hijene bežno spominjajo na pse, imajo močan prsni del in manjše zadnje noge, tako da se hrbet znižuje proti križu. Vse imajo bolj ali manj košat rep, še bolj značilna pa je griva na hrbtu. Največji predstavnik je lisasta hijena, ki lahko tehta do 80 kg in je ena od največjih zveri sploh (za nekaj vrstami medvedov in velikih mačk). Po drugi strani je pižmova hijena drobna in vitka, po višini skoraj pol manjša od lisaste in dosega le okoli petino njene telesne mase.
Lobanja je robustna, s širokim in razmeroma kratkim gobcem, v katerem so pri pravih hijenah močni zobje, predvsem derači in predmeljaki. Pižmova hijena ima zobe reducirane v majhne čepaste strukture, prehranjevanju namesto tega služi dolg, lepljiv jezik. Vse hijene imajo velike oči in ušesa.
Samci in samice so si podobni med seboj, posebej pri lisasti hijeni, kjer imajo samice zunanja spolovila skoraj enaka kot samci, tako da jih je zelo težko ločiti po spolu. So pa samice običajno nekoliko večje od samcev, za razliko od rjavih in progastih hijen, kjer so rahlo večji samci. Vse imajo zadnjične vrečke z žlezami, ki proizvajajo izloček, ki ga hijene uporabljajo za označevanje teritorija.